# Enicospilus enigmus
Enicospilus enigmus là một loài tò vò trong họ Ichneumonidae.